# Guillaume Gouix
Guillaume Gouix, född 30 november 1983 i Aix-en-Provence, är en fransk skådespelare.
Biolay har bland annat medverkat i filmen Rosalie. Han har även medverkat i TV-serien Gengångare.

## Filmografi (i urval)
- 2012–2015 – Gengångare (TV-serie)
- 2023 – Rosalie
- 2025 – Under en svart sol (TV-serie)